# エレンホト口岸
エレンホト口岸（エレンホトこうがん）は中華人民共和国シリンゴル盟エレンホト市とモンゴル国ザミンウードの間に位置する出入国検査場。
1956年1月、北京とウランバートルを結ぶ国際列車が正式に開通した際に、エレンホトは一類口岸に指定された。1992年には道路用出入国検査場も設置され、現在貨物の処理能力は鉄道が350万トン、道路が100万トンとなっている。2002年には拡張工事が着工され、完成すると1000万トンの貨物処理能力を有する計画である。